# Оптужујем...!
Оптужујем...! (фр. J’accuse...!) је наслов познатог чланка француског писца Емила Золе објављено у француском дневном листу Орор (фр. L’Aurore) 13. јануара 1898. године.
Овај чланак је објављен у форми отвореног писма упућеног тадашњем француском председнику Феликсу Фору. У писму, Зола је оптужио владу за антисемитизам, као и за неосновано хапшење капетана Алфреда Драјфуса (Драјфусова афера). Писмо је било објављено на насловној страни листа Орор и изазвало је велики одјек како у самој Француској, тако и у њеним колонијама, а наслов самом писму дао је уредник новина Клемансо.
Емил Зола је због овог писма био оптужен за клевету и осуђен 23. фебруара 1898. године на годину дана затвора. Да би избегао казну писац је побегао у Енглеску, а у домовину се вратио годину дана касније када је казна Драјфусу била поништена, пошто су две кључне фигуре афере побегле и извршиле самоубиство.